# Florian Weber (Schauspieler)
Florian „Floo“ Weber (* 1980) ist ein deutscher Entertainer, Schauspieler, Regisseur und Autor.

## Leben
Weber begann seine künstlerische Laufbahn 1990 als jüngstes Mitglied des Deutschen Magischen Zirkels mit eigenen Soloprogrammen im Bereich der Zauberkunst. Früh erweiterte er sein Repertoire durch selbst verfasste Texte und Lieder zu abendfüllenden Unterhaltungsshows, die Elemente aus Gesang, Comedy und Kabarett vereinten. Die Zusammenarbeit mit Miss Piggy alias Peter Ambacher am Münchner Rationaltheater erwies sich als wichtiger Schritt in seiner Entwicklung zum vielseitigen Entertainer.
Im Fernsehen moderierte Weber 2005 die sechsteilige Kindersendung TRITOP FUNCUP für Super RTL, die im Europapark produziert wurde. 2010 führte er gemeinsam mit Ramona Leiß durch den Christopher Street Day in München.
Eine langjährige und prägende Zusammenarbeit verbindet Weber mit dem theater ... und so fort unter der Intendanz von Heiko Dietz. Dort stellte er in zahlreichen Soloprogrammen und Theaterproduktionen seine schauspielerische Wandlungsfähigkeit in verschiedenen Rollen und Inszenierungen unter Beweis. Sein Regiedebüt gab er an diesem Theater im Jahr 2005 mit Felix Mitterers Stück Abraham.
Während seiner Ausbildung zum Werbetexter am Text-College München (2007), wo er unter anderem von Achim Szymanski und Murmel Clausen unterrichtet wurde, intensivierte Weber seine schriftstellerischen Fähigkeiten, die seine späteren Arbeiten maßgeblich beeinflussten.
Es folgten diverse Produktionen mit der Kammeroper München und dem Kammerorchester concierto münchen unter der musikalischen Leitung von Carlos Domínguez-Nieto. Hier zeigt sich Weber in seiner Vielfalt als Schauspieler, Autor und Regisseur (u. a. Mein Name ist Wolferl, Pinocchio, Don Quijote).
Im Jahr 2009 initiierte Weber „Die Flooschule – Ein kultureller Spaß für Kinder und Jugendliche zur persönlichen Förderung durch Film und Theater“. Seither verlagerte er seinen Fokus zunehmend auf die Motivation und Förderung des Nachwuchses. Diese Kompetenzen untermauerte er durch ein weiteres Studium zum Psychologischen Berater und eine Fortbildung zum Entspannungstrainer.

## Theaterstücke (Auswahl)
- 1998: Hannah und ihre Schwestern (Woody Allen) | Norman / Ron
- 2001: Unter Gottes Gürtellinie (Keith Johnstone) | Nazi / Sohn
- 2001: Corpus Christi (Terrence McNally) | Thomas / Patricia / Nonne
- 2001: Torch Song Trilogy (Harvey Fierstein) | David
- 2005: Marilyn & Ich[5] (Heiko Dietz) | Chris
- 2006: Ich, ein Jud! (Walter Jens) | Judas
- 2006: Mozart zwischen Salzburg und Wien (Alexander Krampe) | Mozart
- 2006: Mein Name ist Wolferl[2] (Florian Weber & Carlos Domínguez-Nieto) | Mozart
- 2007: Macbeth (Friedrich Schiller) | Malcolm
- 2007: Johanna die Wahnsinnige (Heiko Dietz) | Philipp, der Schöne
- 2008: Aperitif mit dem Teufel[6] (Marius Leutenegger) | Michaela
- 2009: Tod (Woody Allen) | Spiro
- 2009: Pinocchio (Florian Weber & Carlos Domínguez-Nieto) | Grille
- 2010: Von Pontius zu Pilatus | Pilatus
- 2011: Bericht für eine Akademie[7] (Franz Kafka) | Rotpeter
- 2013: Bitte zurückbleiben![8] (Heiko Dietz) | behinderter Junge / Liebhaber
- 2013: Peter und der Wolf (Sergei Sergejewitsch Prokofjew) | Puppenspieler
- 2013: Karneval der Tiere (Camille Saint-Saëns) | Puppenspieler
- 2014: Don Quijote (Florian Weber) | Sancho Panza
- 2015: Die Mausefalle (Agatha Christie) | Christopher Wren
- 2019: Ein Mord wird angekündigt (Agatha Christie) | Mitzi

## Operette
- 2005: Im weißen Rößl (Ralph Benatzky) | Piccolo
- 2007: Die heimliche Ehe (Domenico Cimarosa) | Erzähler
- 2010: Die lustigen Nibelungen (Oscar Straus) | Volker
- 2016: Cabaret Voltaire (Peter Stangel) | Max

## Regie
- 2005: Abraham (Felix Mitterer)
- 2006: Aperitif mit dem Teufel (Marius Leutenegger)
- 2016: Geh Hirn (Florian Weber)
- 2016: Rette mich wer kann (Florian Weber)

## Filmografie
- 2001: Hausmeister Krause – Ordnung muss sein (Fernsehserie) | Mario
- 2005: TRiTOP Funcup,[1] (Kinder-Gameshow) | Moderation
- 2007: Mein schlimmster Tag (Fernsehserie) | Lockvogel
- 2010: K11 – Kommissare im Einsatz (Fernsehserie) | Drogendealer